# Becadell sord
El becadell sord o cec, cegall menut, cegard o cegall bord i becassineta a les Balears i bequet al País Valencià (Lymnocryptes minimus) és una espècie d'ocell de l'ordre dels caradriformes, el nom del qual fa referència a l'actitud que adopta davant els caçadors i, en general, davant el perill, puix que no aixeca el vol fins que l'intrús no és pràcticament al damunt, i quan, finalment, fuig, ho fa sense emetre cap so. És l'única espècie del gènere Lymnocryptes.

## Morfologia
- És més petit que el becadell comú: 19 cm, i té el bec més curt que aquell.
- Envergadura alar entre 33 i 36 cm.
- Pesa entre 35 i 70g.[4]
- Té el plomatge bru amb taques de diversos colors i ratlles al dors.
- Té una franja negra al cap.
- Ales arrodonides i cua punxeguda.
- Quan està posada s'observa la cella xapada i una mitja lluna sota l'ull.
- La coroneta no té llista central i és fosca.
- Té dues llistes grogues, molt visibles, al dors.[5]

## Subespècies
- Lymnocryptes minimus nipponensis (Momiyama, 1939)[6]

## Reproducció

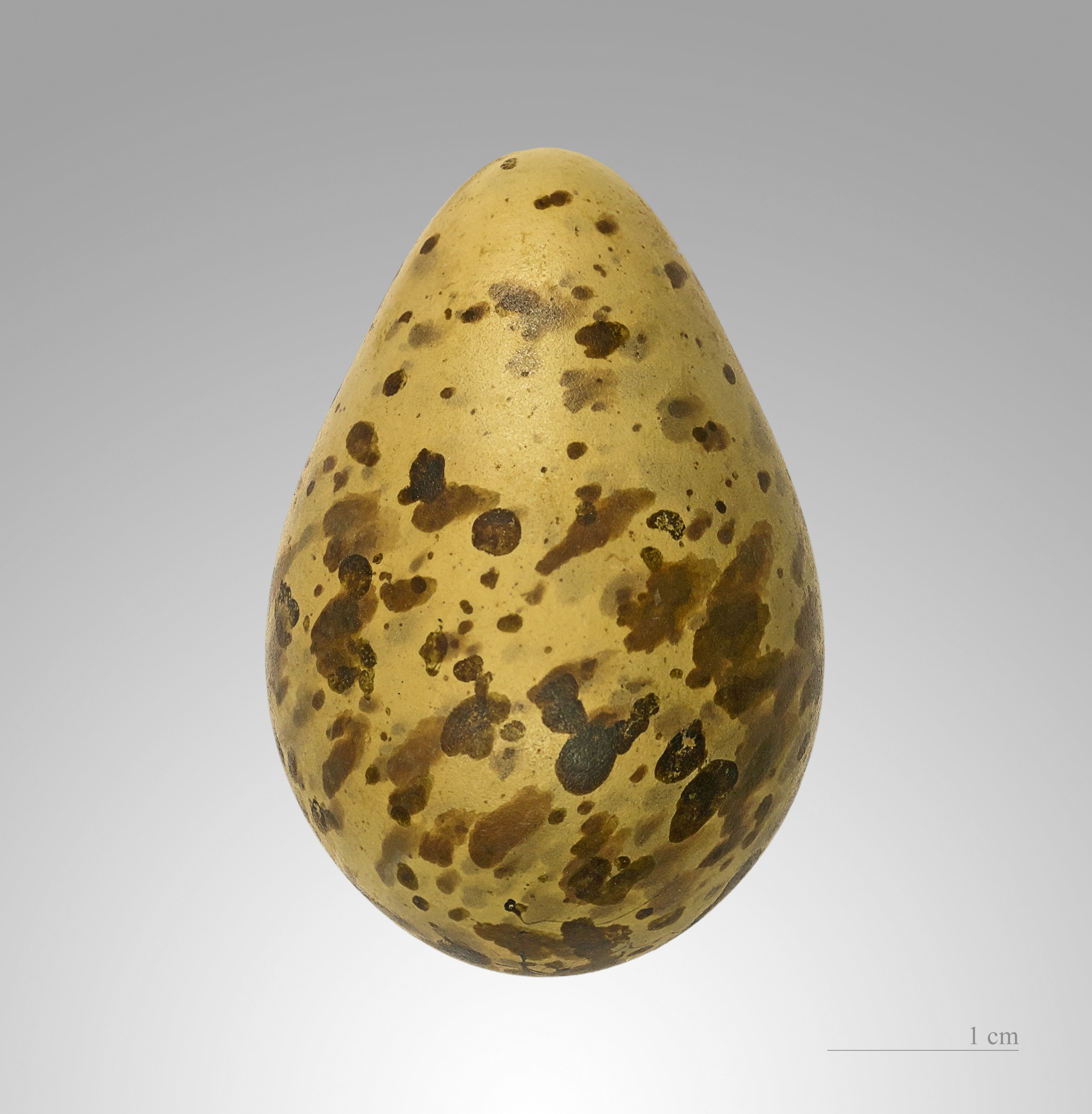
Ou

No cria als Països Catalans. Nidifica a prats humits de la zona boreal al límit entre la tundra i la taiga. Fa el niu a terra i la femella hi pon 4 ous d'un color gris groguenc amb clapes violàcies que covarà exclusivament ella durant 17-24 dies.

## Alimentació
S'alimenta de cucs, d'insectes (coleòpters) i llurs larves, i de mol·luscs que troba al fang produït per la presència d'aigua dolça. També aprofita les llavors de les herbes.

## Hàbitat
Viu, a l'hivern o durant l'època de la migració, en terrenys humits i enfangats, tant del litoral com de l'interior (aiguamolls, depuradores, torrents, prats humits, basses de rec i, en general, a qualsevol lloc on hi hagi aigua dolça encara que sigui d'una extensió reduïda).

## Distribució geogràfica
És una espècie de distribució paleàrtica septentrional (des del nord-est d'Escandinàvia fins a l'oest de Sibèria). Hiverna a la Gran Bretanya, costes atlàntiques i mediterrànies d'Europa, Àfrica i l'Índia. A les Balears és migrant i hivernant escàs a tot l'arxipèlag.

## Costums
- Es desplaça amb un vol més constant i més lent que el becadell comú, així mateix el seu vol és silenciós i rectilini.

## Observacions
Pot confondre's amb el becadell comú, per això totes les característiques físiques i etològiques són comparades amb les d'aquest.